# 阿拉塞納島
阿拉塞納島（Isla Aracena）是智利的島嶼，位於麥哲倫-智利南極大區的太平洋海域，屬於火地群島的一部分，座標位置54°18′S 71°30′W / 54.300°S 71.500°W，面積1,164平方公里，島上最高點海拔1,158米。
54°10′S 71°20′W / 54.167°S 71.333°W